# Pizzagate

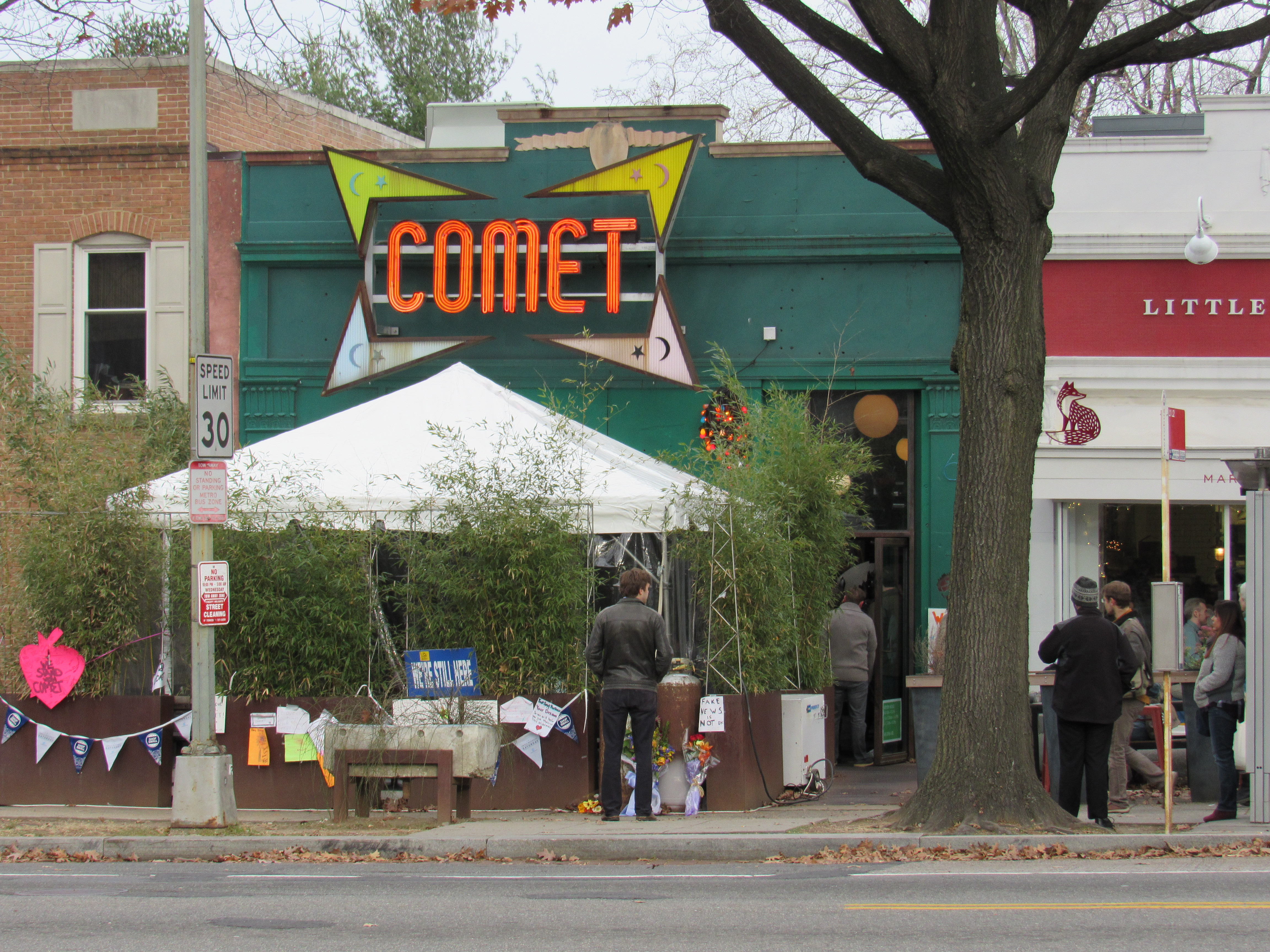
Os defensores do Pizzagate conectaram o Comet Ping Pong (foto) a uma rede de abuso sexual infantil fictícia

"Pizzagate" é uma teoria da conspiração que se tornou viral durante o ciclo das eleições presidenciais de 2016 nos Estados Unidos. Foi extensivamente desacreditado por uma ampla gama de organizações, incluindo a polícia de Washington, D.C.
Em março de 2016, a conta de e-mail pessoal de John Podesta, diretor de campanha de Hillary Clinton, foi invadida por um ataque de spear phishing. O WikiLeaks publicou seus e-mails em novembro de 2016. Os defensores da teoria da conspiração do Pizzagate alegaram falsamente que os e-mails continham mensagens codificadas que conectavam vários funcionários de alto escalão do Partido Democrata e restaurantes dos Estados Unidos a um suposto tráfico humano e quadrilha de sexo infantil. Um dos estabelecimentos supostamente envolvidos foi a pizzaria Comet Ping Pong em Washington, D.C.
Membros da direita alternativa, jornalistas conservadores e outros que urgiram o depoimento de Clinton pelo uso de um servidor de e-mail privado não relacionado espalharam a teoria da conspiração em redes sociais como 4chan, 8chan, Reddit e Twitter. Em resposta, um homem da Carolina do Norte viajou para o Comet Ping Pong para investigar a conspiração e disparou um rifle dentro do restaurante para quebrar a fechadura de uma porta de um depósito durante sua busca. O dono do restaurante e a equipe também receberam ameaças de morte de teóricos da conspiração.
Pizzagate é geralmente considerado um predecessor da teoria da conspiração QAnon. Também gerou outra teoria da conspiração, chamada Frazzledrip, que envolvia Hillary Clinton participando do ritual de assassinato de uma criança. Pizzagate ressurgiu em 2020, principalmente devido ao QAnon. Embora inicialmente tenha sido divulgado apenas pela extrema-direita, desde então foi divulgado por adolescentes no TikTok "que de outra forma não se encaixam no molde teórico da conspiração de direita": os maiores divulgadores do Pizzagate no TikTok parecem estar interessados principalmente em tópicos de movimentos de dança virais e Black Lives Matter. A teoria da conspiração se desenvolveu e se tornou menos partidária e política por natureza, com menos ênfase em Clinton e mais na suposta elite mundial de traficantes sexuais de crianças.

## Origens

### Gênese
| David Goldberg   | Logo do Twitter, um pássaro azul estilizado |
| @DavidGoldbergNY |                                             |

            em inglês:  Rumors stirring in the NYPD that Huma's emails point to a pedophila ring and @HillaryClinton is at the center.  #GoHillary #PodestaEmails23

30 de outubro de 2016

Em 30 de outubro de 2016, uma conta no Twitter postando material de supremacia branca que dizia ser dirigido por um advogado judeu de Nova Iorque alegou falsamente que o Departamento de Polícia de Nova Iorque (NYPD) havia descoberto uma quadrilha de pedofilia ligada a membros do Partido Democrata durante uma busca através dos e-mails de Anthony Weiner. Ao longo de outubro e novembro de 2016, o WikiLeaks publicou os e-mails de John Podesta. Os defensores da teoria da conspiração leram os e-mails e alegaram que continham palavras-código para pedofilia e tráfico humano. Os proponentes também alegaram que a Comet Ping Pong, uma pizzaria em Washington, D.C., era um ponto de encontro para o abuso de ritual satânico.
Derivando seu nome do caso Watergate, a história foi posteriormente postada em sítios de notícias falsas, começando com Your News Wire, que citou uma postagem do 4chan no início daquele ano. O artigo do Your News Wire foi posteriormente divulgado por sites pró-Trump, incluindo SubjectPolitics.com, que acrescentou a alegação de que o NYPD havia invadido a propriedade de Hillary Clinton. O Conservative Daily Post publicou uma manchete afirmando que o Federal Bureau of Investigation havia confirmado a teoria da conspiração.

### Divulgação nas redes sociais
De acordo com a BBC, as alegações se espalharam para a "internet convencional" vários dias antes da eleição presidencial dos Estados Unidos em 2016, depois que um usuário do Reddit postou um documento de "evidência" do Pizzagate. A postagem original do Reddit, removida entre 4 e 21 de novembro, alegava o envolvimento do Comet Ping Pong:
Todos os associados ao negócio estão fazendo inferências semi-abertas, semi-irônicas e semi-sarcásticas em relação ao sexo com menores. Os artistas que trabalham para e com o negócio também geram nada além de imagens de culto de desencarnação, sangue, decapitações, sexo e, claro, pizza.Original (em inglês): Everyone associated with the business is making semi-overt, semi-tongue-in-cheek, and semi-sarcastic inferences towards sex with minors. The artists that work for and with the business also generate nothing but cultish imagery of disembodiment, blood, beheadings, sex, and of course pizza. (em inglês)
A história foi divulgada por outros sites de notícias falsas como InfoWars, Planet Free Will e The Vigilant Citizen, e foi promovida por ativistas de direita alternativa como Mike Cernovich, Brittany Pettibone e Jack Posobiec. Outros disseminadores incluíram David Seaman, ex-escritor do TheStreet.com, o âncora da CBS46 Ben Swann, o basquetebolista Andrew Bogut, e o criador do Minecraft, Markus "Notch" Persson. Em 30 de dezembro, enquanto Bogut se recuperava de uma lesão no joelho, membros da comunidade /r/The Donald no Reddit promoveram uma falsa teoria de que sua lesão estava ligada ao seu apoio ao Pizzagate. Jonathan Albright, professor assistente de análise de mídia na Universidade Elon, disse que um número desproporcional de tuítes sobre Pizzagate veio da Chéquia, Chipre e Vietnã, e que alguns dos retuítes mais frequentes eram bots.
Membros da comunidade Reddit /r/The Donald criaram o subreddit /r/pizzagate para desenvolver ainda mais a teoria da conspiração. O sub foi banido em 23 de novembro de 2016, por violar a política antidoxing do Reddit depois que os usuários postaram detalhes pessoais de pessoas ligadas à suposta conspiração. O Reddit divulgou um comunicado posteriormente, dizendo: "Não queremos caça às bruxas em nosso site". Após a proibição do Reddit, a discussão foi movida para o sub v/pizzagate no Voat, um clone extinto do Reddit dedicado ao conteúdo de extrema-direita.
Alguns dos proponentes de Pizzagate, incluindo David Seaman e Michael G. Flynn (filho de Michael Flynn), transformaram a conspiração em uma conspiração governamental mais ampla chamada "Pedogate". De acordo com essa teoria, uma "cabala satânica de elites" da Nova Ordem Mundial opera redes internacionais de tráfico sexual infantil.
Em junho de 2020, a teoria da conspiração encontrou popularidade renovada no TikTok, onde vídeos marcados com #Pizzagate estavam alcançando mais de oitenta milhões de visualizações (consultar seção sobre).

### Reportagens da imprensa turca
Na Turquia, as alegações foram relatadas por jornais pró-governo (ou seja, aqueles que apoiam o presidente Recep Tayyip Erdoğan), como Sabah, A Haber, Yeni Şafak, Akşam e Star. A história apareceu no site Ekşi Sözlük da Turquia e na rede de notícias viral HaberSelf, onde qualquer pessoa pode postar conteúdo. Esses fóruns republicaram imagens e alegações diretamente do subreddit excluído, que foram reimpressos na íntegra na imprensa controlada pelo estado. Efe Sozeri, colunista do The Daily Dot, sugeriu que fontes do governo turco estavam pressionando esta história para desviar a atenção de um escândalo de abuso infantil lá em março de 2016.

## Assédio de proprietários e funcionários de restaurantes

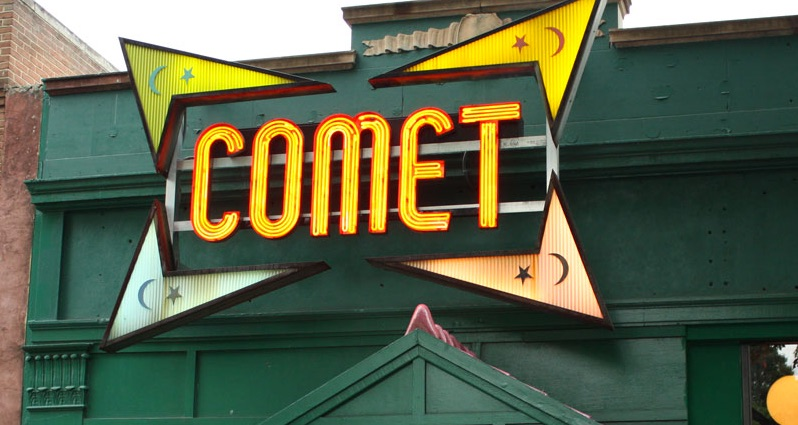
A pizzaria, Comet Ping Pong, foi ameaçada por centenas de pessoas que acreditavam na teoria da conspiração do Pizzagate.

À medida que o Pizzagate se espalhava, o Comet Ping Pong recebeu centenas de ameaças dos que acreditavam na teoria. O dono do restaurante, James Alefantis, disse ao The New York Times: "A partir dessa teoria da conspiração insana e fabricada, estamos sob ataque constante. Não fiz nada por dias, mas tentei limpar isso e proteger minha equipe e amigos de serem aterrorizados."
Alguns adeptos identificaram a conta do Instagram de Alefantis e apontaram algumas das fotos postadas ali como prova da conspiração. Muitas das imagens mostradas eram de amigos e familiares que curtiram a página do Comet Ping Pong no Facebook. Em alguns casos, as imagens foram retiradas de sítios não relacionados e supostamente pertencentes ao Alefantis. Os proprietários e funcionários do restaurante foram assediados e ameaçados nas redes sociais, e o proprietário recebeu ameaças de morte. A página do restaurante no Yelp foi bloqueada pelos operadores do sítio citando avaliações que foram "motivadas mais pela cobertura de notícias em si do que pela experiência pessoal do consumidor do revisor".

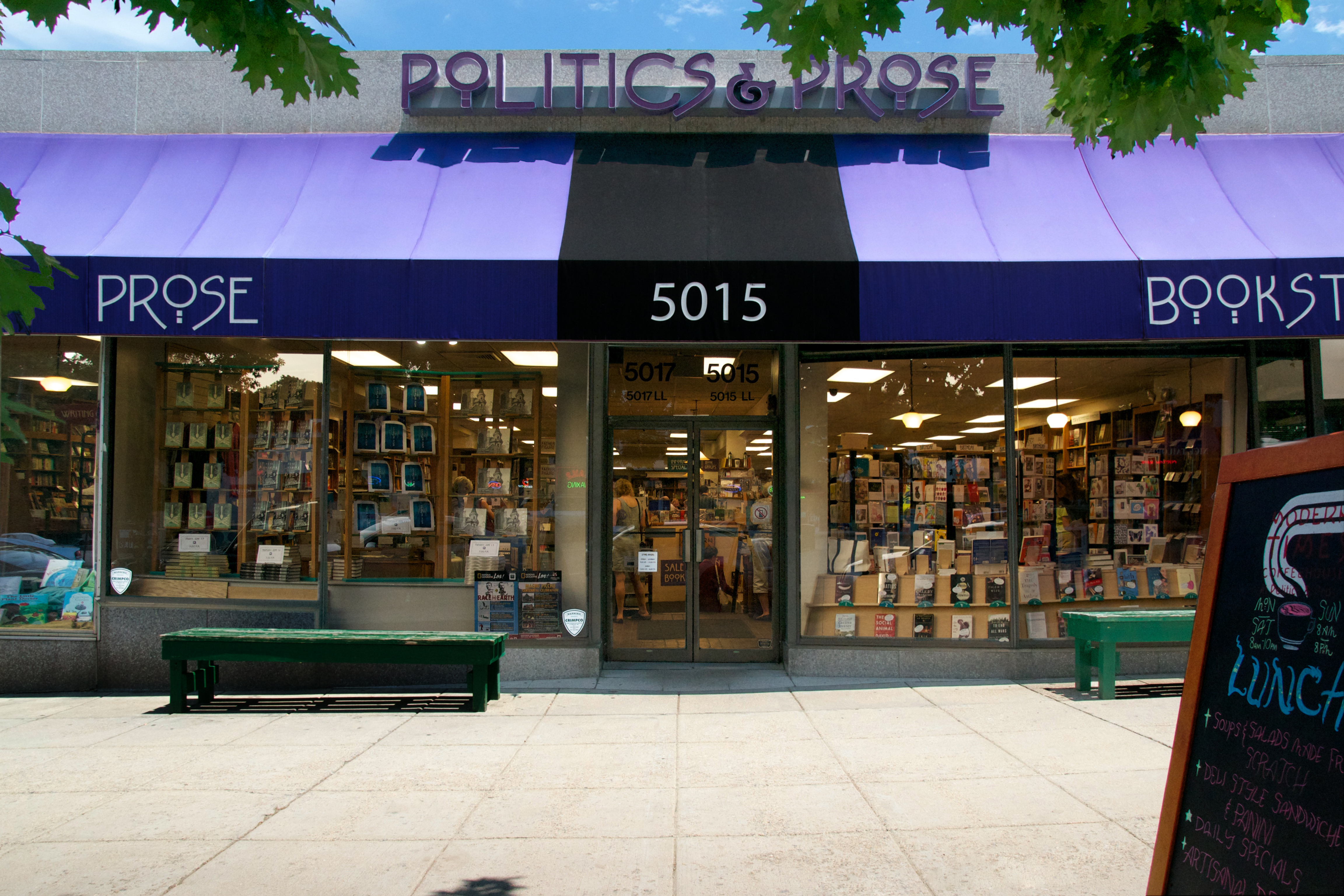
Politics and Prose estava entre alguns dos negócios de D.C. que também foram perseguidos devido à teoria da conspiração do Pizzagate.

Várias bandas que se apresentaram na pizzaria também enfrentaram assédio. Por exemplo, Amanda Kleinman, do Heavy Breathing, deletou sua conta no Twitter depois de receber comentários negativos conectando ela e sua banda à teoria da conspiração. Outra banda, Sex Stains, havia desativado os comentários de seus vídeos no YouTube e abordado a polêmica na descrição de seus vídeos. O artista Arrington de Dionyso, que uma vez pintou um mural na pizzaria que havia sido pintado vários anos antes da polêmica, descreveu a campanha de assédio contra ele em detalhes, e disse sobre os ataques em geral: "Acho que é um ataque muito deliberado, que acabará sendo um ataque coordenado a todas as formas de liberdade de expressão." O caso gerou comparações com a campanha de assédio do Gamergate.
O assédio de negócios relacionado ao Pizzagate se estendeu além do Comet Ping Pong para incluir outros negócios próximos de D.C., como Besta Pizza, três portas abaixo do Comet; Café Little Red Fox; a livraria Politics and Prose; e o bistrô francês Terasol. Essas empresas receberam um grande volume de telefonemas ameaçadores, incluindo ameaças de morte, e também sofreram assédio virtual. Os co-proprietários de Little Red Fox e Terasol apresentaram relatórios policiais.
O restaurante do Brooklyn, Roberta's, também foi envolvido na farsa, recebendo telefonemas de assédio, incluindo uma ligação de uma pessoa não identificada dizendo a um funcionário que ela "iria sangrar e ser torturada". O restaurante se envolveu depois que um vídeo removido do YouTube usou imagens de suas contas de mídia social para insinuar que eles faziam parte da quadrilha de sexo fraudulento. Outros então espalharam as acusações nas redes sociais, alegando que "a família Clinton ama o Roberta's".
East Side Pies, em Austin, Texas, viu um de seus caminhões de entrega vandalizado com um epíteto, e foi alvo de assédio virtual relacionado ao seu suposto envolvimento no Pizzagate, supostas conexões com a Central Intelligence Agency, e os Illuminati.
O Federal Bureau of Investigation investigou as ameaças relacionadas ao Pizzagate em março de 2017 como parte de uma investigação sobre uma possível interferência russa nas eleições de 2016 nos Estados Unidos.

## Respostas criminais
Em 4 de dezembro de 2016, Edgar Maddison Welch, um homem de 28 anos de Salisbury, Carolina do Norte, chegou ao Comet Ping Pong e disparou três tiros de um rifle estilo AR-15 que atingiu as paredes do restaurante, uma mesa e um porta. Mais tarde, Welch disse à polícia que planejava "autoinvestigar" a teoria da conspiração. Welch se via como o herói em potencial da história — um salvador de crianças. Ele se rendeu depois que os policiais cercaram o restaurante e foi preso sem incidentes; ninguém ficou ferido.
Welch disse à polícia que leu online que o restaurante Comet estava abrigando crianças escravas sexuais e que queria ver por si mesmo se elas estavam lá. Em entrevista ao The New York Times, Welch disse mais tarde que lamentava como havia lidado com a situação, mas não rejeitou a teoria da conspiração e rejeitou a descrição dela como "notícia falsa". Alguns teóricos da conspiração especularam que o tiroteio foi uma tentativa encenada de desacreditar suas investigações.
Em 13 de dezembro de 2016, Welch foi acusado de "transporte interestadual de arma de fogo com a intenção de cometer um crime" (um crime federal). De acordo com documentos judiciais, Welch tentou recrutar amigos três dias antes do ataque, instando-os a assistir a um vídeo do YouTube sobre a conspiração. Ele foi posteriormente acusado de dois crimes adicionais, com o grande júri devolvendo uma acusação acusando-o de agressão com arma perigosa e posse de arma de fogo durante o cometimento de um crime.
Em 24 de março de 2017, após um acordo judicial com os promotores, Welch se declarou culpado da acusação federal de transporte interestadual de armas de fogo e da acusação local do Distrito de Columbia de agressão com arma perigosa. Welch também concordou em pagar 5.744,33 dólares por danos ao restaurante. A juíza distrital dos EUA Ketanji Brown Jackson condenou Welch a quatro anos de prisão em 22 de junho de 2017; na audiência de sentença, Welch se desculpou por sua conduta e disse que foi "tolo e imprudente". Em 3 de março de 2020, Welch foi transferido para um Centro Correcional Comunitário (CCC) e foi solto em 28 de maio.
Em 12 de janeiro de 2017, Yusif Lee Jones, um homem de 52 anos de Shreveport, Luisiana, se declarou culpado no Tribunal Distrital dos Estados Unidos para o Distrito Oeste da Luisiana por fazer um telefonema ameaçador para Besta Pizza, outra pizzaria no mesmo bloco como Comet Ping Pong, três dias após o ataque de Welch. Ele disse que ameaçou Besta para "salvar as crianças" e "terminar o que o outro cara não fez".
Em 2018, a cidade de Portsmouth, na Inglaterra, experimentou sua própria versão do Pizzagate quando o proprietário escocês de uma empresa de vaping foi alvo do que o The Sunday Times chamou de "campanha xenófoba". Isso durou seis meses. O principal culpado — um homem chamado Oliver Redmond — foi processado e condenado a cinco meses de prisão. O juiz William Mousley QC também impôs uma ordem de restrição de três anos e foi citado da seguinte forma: "O Sr. Cheape disse que viu de quinze a vinte capturas de tela por dia sobre ele, seu parceiro e seu negócio. Foi descrito como uma operação de aliciamento de pedófilos e a sugestão foi feita de que as crianças estavam no porão da loja, e ele descreveu que você estava passando informações para seus fornecedores de que ele era um pedófilo e que havia uma investigação internacional envolvendo o Sr. Cheape."
Em 25 de janeiro de 2019, o Comet Ping Pong sofreu um incêndio criminoso quando um incêndio foi iniciado em um de seus bastidores. Funcionários apagaram o fogo rapidamente e ninguém ficou ferido. O perpetrador escapou, mas foi preso alguns dias depois enquanto escalava uma cerca no Monumento a Washington e atrelado ao incêndio criminoso por meio de imagens de segurança. Ele postou um vídeo referenciando QAnon antes do incêndio criminoso.

## Desmistificação
A teoria da conspiração foi amplamente desacreditada e desmascarada. Foi considerado falso após investigação detalhada pelo site de verificação de fatos Snopes.com e The New York Times. Numerosas organizações de notícias têm desmascarado como uma teoria da conspiração, incluindo The New York Observer, The Washington Post, The Independent, The Huffington Post, The Washington Times, Los Angeles Times, Fox News, CNN e Miami Herald. O Departamento de Polícia Metropolitana do Distrito de Columbia caracterizou o assunto como "fictício".
Muitas das supostas evidências citadas pelos proponentes da teoria da conspiração foram retiradas de fontes totalmente diferentes e feitas para parecer que apoiavam a conspiração. Imagens de filhos de familiares e amigos da equipe da pizzaria foram retiradas de sites de mídia social como o Instagram e alegadas como fotos das vítimas.
Em 10 de dezembro de 2016, o The New York Times publicou um artigo que analisava as alegações da teoria. Eles enfatizaram que:
- Os teóricos ligaram a conspiração ao Comet Ping Pong por meio de semelhanças entre logotipos de empresas e símbolos relacionados ao satanismo e à pedofilia. No entanto, o The Times observou que semelhanças também foram encontradas nos logotipos de várias empresas não relacionadas, como AOL, Time Warner e MSN.[1]
- Os teóricos reivindicaram uma rede subterrânea sob o Comet Ping Pong; o restaurante não tem porão, no entanto, e a foto usada para apoiar essa afirmação foi tirada em outra instalação.[1]
- Os teóricos alegaram ter uma foto do dono do restaurante Alefantis vestindo uma camiseta endossando a pedofilia. No entanto, a imagem era de outra pessoa, e a camisa, onde se lia "J'  ❤ L'Enfant," (francês para "I ❤ The Child") era na verdade uma referência ao L'Enfant Cafe-Bar em D.C., cuja proprietário foi retratado na imagem, e que tem o nome de Pierre Charles L'Enfant, o designer de grande parte do layout de Washington, D.C.[1]
- Os teóricos afirmam que John e Tony Podesta sequestraram Madeleine McCann usando esboços policiais que eram, na verdade, dois esboços do mesmo suspeito retirados das descrições de duas testemunhas oculares.[1]

Nenhuma suposta vítima se apresentou e nenhuma evidência física foi encontrada.

## Respostas

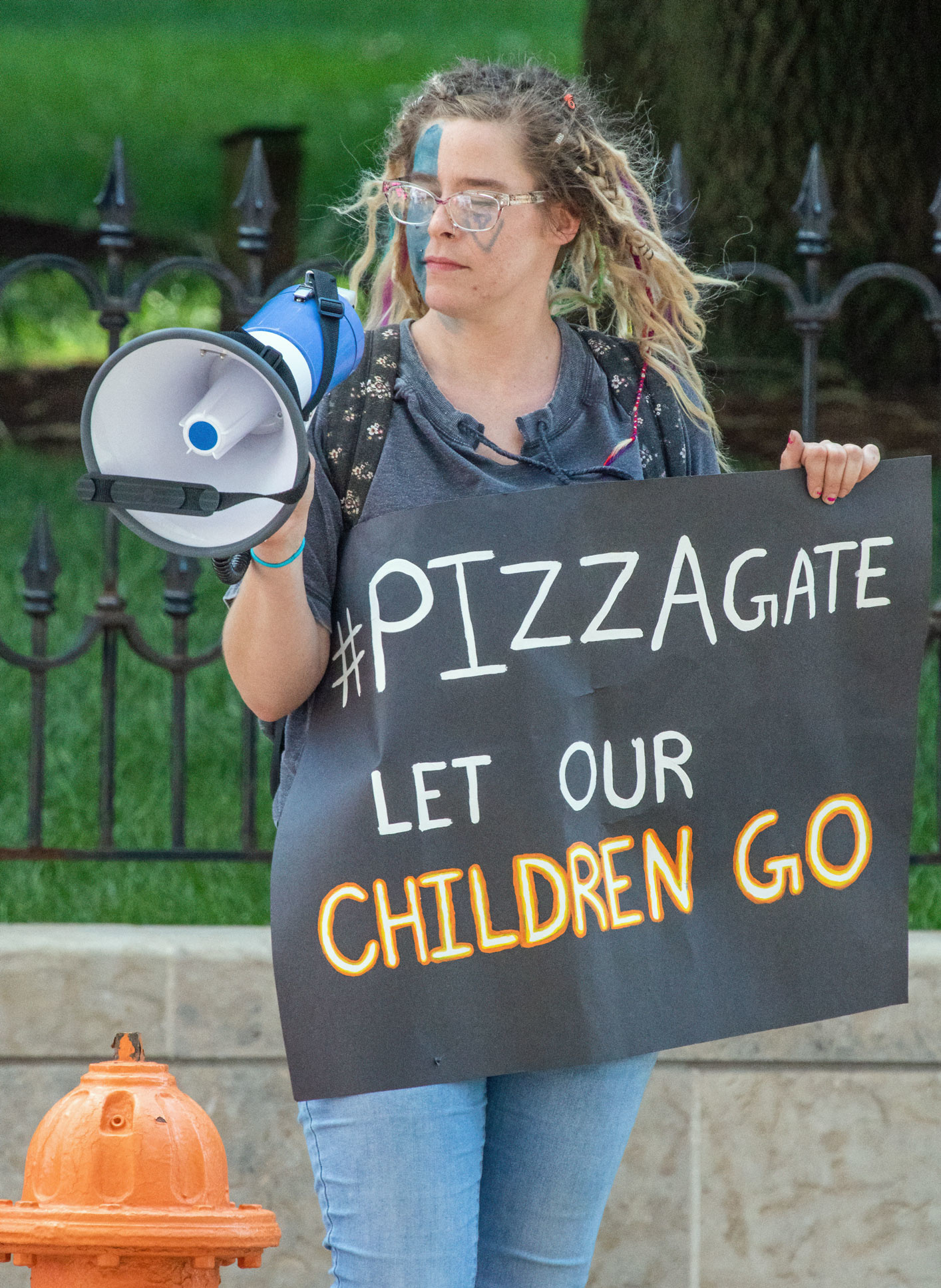
Conspiracionista protestando contra o Comet Ping Pong

Em entrevista à NPR em 27 de novembro de 2016, o proprietário do Comet Ping Pong, James Alefantis, referiu-se à teoria da conspiração como "uma história fictícia insanamente complicada, inventada e baseada em mentiras" e um "ataque político coordenado". O colunista sindicado Daniel Ruth escreveu que as afirmações dos teóricos da conspiração eram "alegações falsas perigosas e prejudiciais" e que foram "repetidamente desmascaradas, refutadas e rejeitadas".
Apesar da teoria da conspiração ter sido desmascarada, ela continuou a se espalhar nas redes sociais, com mais de um milhão de mensagens usando a hashtag #Pizzagate no Twitter em novembro de 2016. Stefanie MacWilliams, que escreveu um artigo promovendo a conspiração no Planet Free Will, foi posteriormente relatado pelo Toronto Star como dizendo: "Eu realmente não me arrependo e, honestamente, realmente aumentou nosso público". Pizzagate, disse ela, são "dois mundos em conflito. As pessoas não confiam mais na grande mídia, mas é verdade que as pessoas também não devem considerar a mídia alternativa como verdade".
Em 8 de dezembro de 2016, Hillary Clinton respondeu à teoria da conspiração, falando sobre os perigos dos sites de notícias falsas . Ela disse: "A epidemia de notícias falsas maliciosas e propaganda falsa que inundou as mídias sociais no ano passado, agora está claro que as chamadas notícias falsas podem ter consequências no mundo real".

### Opinião pública
Uma pesquisa conduzida pela Public Policy Polling de 6 a 7 de dezembro de 2016 perguntou a 1.224 eleitores registrados nos EUA se eles achavam que Hillary Clinton estava "conectada a uma rede de sexo infantil sendo executada em uma pizzaria em Washington D.C.". Nove por cento dos entrevistados disseram acreditar que ela estava conectada, 72% disseram que não e 19% não tinham certeza.
Uma pesquisa com eleitores realizada de 17 a 20 de dezembro pelo The Economist/YouGov perguntou aos eleitores se eles acreditavam que "e-mails vazados da campanha de Clinton falavam sobre pedofilia e tráfico humano — 'Pizzagate'." Os resultados mostraram que 17% dos eleitores de Clinton responderam "verdadeiro" enquanto 82% responderam "não é verdade"; e 46% dos eleitores de Trump responderam "verdadeiro", enquanto 53% responderam "não é verdade".
O acadêmico Roger Lancaster comparou o impacto de Pizzagate ao pânico satânico da década de 1980: na época, centenas de funcionários de creches foram falsamente acusados de abusar de crianças.

### Alex Jones eInfoWars
Após o tiroteio do Comet Ping Pong, Alex Jones, da InfoWars, desistiu da ideia de que a pizzaria de D.C. era o centro da conspiração. Em 4 de dezembro, o InfoWars carregou um vídeo no YouTube que ligava Pizzagate à morte em 13 de novembro de uma ativista dos direitos dos trabalhadores do sexo. O vídeo afirmava falsamente que ela estava investigando uma ligação entre a Fundação Clinton e o tráfico humano no Haiti. Especulou-se que ela havia sido assassinada em conexão com sua investigação. Segundo o ex-empregador, familiares e amigos da ativista, sua morte foi na verdade um suicídio e ela não estava investigando a Fundação Clinton. Até 14 de dezembro, Infowars removeu dois de seus três vídeos relacionados ao Pizzagate.
Em fevereiro de 2017, os advogados de Alefantis enviaram a Jones uma carta exigindo um pedido de desculpas e retratação. De acordo com a lei do Texas, Jones recebeu um mês para cumprir ou estar sujeito a um processo por difamação. Em março de 2017, Alex Jones pediu desculpas a Alefantis por promulgar a teoria da conspiração, dizendo: "Que eu saiba hoje, nem o Sr. Alefantis, nem seu restaurante Comet Ping Pong, estavam envolvidos em qualquer tráfico humano, como fazia parte das teorias sobre Pizzagate que estavam sendo escritas em muitos meios de comunicação e sobre as quais comentamos."

### Michael Flynn e Michael Flynn Jr
Nos dias que antecederam a eleição de 2016, Michael Flynn, então um dos principais substitutos de Trump e mais tarde Conselheiro de Segurança Nacional de Trump, postou vários tweets no Twitter contendo material conspiratório sobre Hillary Clinton e sua equipe. Eles alegaram que John Podesta bebeu sangue e fluidos corporais de outros humanos em rituais satânicos, que o Politico diz "logo se transformou na teoria da conspiração '#pizzagate' envolvendo o Comet Ping Pong". Em 2 de novembro de 2016, Flynn twittou um link para uma história com acusações infundadas e escreveu: "Você decide — NYPD apita sobre novos e-mails de Hillary: lavagem de dinheiro, crimes sexuais com crianças, etc... DEVE LER!" O tweet foi compartilhado por mais de nove mil pessoas, mas foi excluído da conta de Flynn em algum momento entre 12 e 13 de dezembro de 2016.
Após o tiroteio no Comet Ping Pong, Michael Flynn Jr., filho de Michael T. Flynn e também membro da equipe de transição de Trump, twittou: "Até que #Pizzagate se prove ser falso, continuará sendo uma história. A esquerda parece esquecer o #PodestaEmails e as muitas 'coincidências' ligadas a ele." Em 6 de dezembro de 2016, Flynn Jr. foi forçado a sair da equipe de transição de Trump. O porta-voz Jason Miller não identificou o motivo de sua demissão, no entanto, o The New York Times informou que outros funcionários confirmaram que estava relacionado ao tweet.

## Desenvolvimentos no QAnon

### Fusão com QAnon
Pizzagate tornou-se um pilar da teoria da conspiração de extrema-direita QAnon, que surgiu em 2017 e incorporou suas crenças. QAnon, classificado na mídia como "Pizzagate com esteroides", e uma "sequência de grande orçamento" do Pizzagate, vinculou a quadrilha de tráfico de crianças a uma nefasta conspiração mundial. Também desenvolveu as alegações de Pizzagate, adicionando os conceitos de que os abusos sexuais são parte de rituais satânicos e que os agressores matam as crianças para "colher" o adrenocromo de seu sangue, que eles então usam como uma droga ou como um elixir para permanecer jovem.

### Frazzledrip
Uma teoria da conspiração relacionada conhecida como "Frazzledrip" (às vezes soletrado "Frazzled.rip") surgiu em 2018, alegando que um "filme snuff extremo" foi recuperado do laptop roubado de Anthony Weiner e estava circulando na dark web. De acordo com essa história, o arquivo chamado "Frazzled.rip" estava escondido em uma pasta chamada "seguro de vida" no computador de Weiner: o vídeo contido naquele arquivo mostrava Hillary Clinton e Huma Abedin estuprando e assassinando uma jovem, bebendo seu sangue rico em adrenocromo em um ritual satânico, e "se revezando usando o rosto da menina como uma máscara".
Supostos quadros do vídeo circularam para apoiar essas afirmações: de acordo com Snopes, algumas dessas imagens vieram de um vídeo do YouTube postado originalmente no Dia da Mentira de 2018, e uma foto que mostrava Huma Abedin usando uma máscara foi tirada de o site de um restaurante indiano de Washington D.C. e retratou o dono desse estabelecimento. Centenas de vídeos no YouTube promoveram essas declarações falsas, e as alegações ainda circulavam internacionalmente dentro de grupos QAnon dois anos depois, em 2020.

### Propagação global
Em 2020, à medida que o movimento QAnon mais amplo se tornou um fenômeno internacional, o Pizzagate também ganhou nova força e tornou-se menos centrado nos EUA, com vídeos e postagens sobre o assunto na Itália, Brasil, Turquia e outros países do mundo, cada um ganhando milhões de visualizações. Esta nova iteração é menos partidária; a maioria dos promotores (principalmente adolescentes) da hashtag #PizzaGate no TikTok não era de direita e apoiava o movimento Black Lives Matter. Ele se concentra em uma suposta elite global de traficantes sexuais infantis, variando de políticos a empresários poderosos e celebridades como Bill Gates, Tom Hanks, Ellen DeGeneres, Oprah Winfrey e Chrissy Teigen. A música "Yummy" de Justin Bieber em 2020 foi acusada de ser sobre a teoria da conspiração e reacendeu o apoio à teoria durante o ano. A teoria da conspiração ganhou força quando o YouTuber venezuelano, Dross Rotzank, fez um vídeo sobre o videoclipe de Bieber e suas supostas referências a Pizzagate. O vídeo de Rotzank ganhou três milhões de visualizações em dois dias e levou "Pizzagate" a se tornar um trending topic no Twitter em espanhol. Os adeptos da teoria também acreditam que Bieber deu um sinal codificado admitindo como tal em um vídeo posterior do Instagram Live, onde ele tocou seu chapéu após ser solicitado a fazê-lo no chat se fosse vítima de Pizzagate (no entanto, não há nenhuma indicação que Bieber viu este comentário).
Em abril de 2020, um documentário promovendo Pizzagate, Out of Shadows, foi feito por um ex-dublê de Hollywood e lançado no YouTube. Os usuários do TikTok começaram a promover Out of Shadows e a suposta associação de Bieber até que a hashtag #PizzaGate foi banida pela empresa. The New York Times disse em junho de 2020 que as postagens na plataforma com a hashtag #PizzaGate foram "visualizadas mais de 82 milhões de vezes nos últimos meses", e as pesquisas no Google pelo termo também aumentaram nesse período. Eles também relataram que "na primeira semana de junho, comentários, curtidas e compartilhamentos do PizzaGate também aumentaram para mais de oitocentos mil no Facebook e quase seiscentos mil no Instagram, de acordo com dados do CrowdTangle... Isso se compara a 512 mil interações no Facebook e 93 mil no Instagram durante a primeira semana de dezembro de 2016. Desde o início de 2017 até janeiro de 2020, o número médio de menções, curtidas e compartilhamentos semanais do PizzaGate no Facebook e Instagram foi inferior a vinte mil".
Em agosto de 2020, o Facebook suspendeu temporariamente o uso da hashtag "#savethechildren", quando usada para promover elementos da teoria da conspiração Pizzagate e QAnon. O uso indevido da hashtag causou protestos da ONG não relacionada Save the Children.
The Pizzagate Massacre (originalmente intitulado Duncan), um filme de sátira negra inspirado na teoria da conspiração Pizzagate e na filmagem do Comet Ping Pong de Edgar Maddison Welch, foi lançado em VOD em novembro de 2021.